# Дикомо
Дѝкомо (на гръцки: Δίκωμο; на турски: Dikmen) е град в Кипър, окръг Кирения. Според статистическата служба на Северен Кипър през 2011 г. има 3969 жители.
Де факто е под контрола на непризнатата Севернокипърска турска република.

## Известни личности

### Родени
- Димитрис Христофияс, бивш президент на Република Кипър